# M.I.A.: Missing in Action
M.I.A.: Missing in Action es un videojuego desarrollado en enero de 1989 por Konami para Arcade. Es un juego de sucesor espiritual de Green Beret (conocido como Rush'n Attack).
El juego está influenciado por las películas de acción más populares de la época, como
Commando, Rambo: First Blood Part II y Missing in Action.
M.I.A.: Missing in Action está disponible para el Servicio de Xbox 360 Game Room de Microsoft y Windows PC en 15 de noviembre de 2010.
- Datos: Q3316699